# John Adam Fleming
John Adam Fleming (Cincinnati, 28 de agosto de 1877 — San Mateo (Califórnia), 29 de julho de 1956) foi um físico estadunidense.
Fleming worked inicialmente no U.S. National Geodetic Survey e mudou-se depois para o Carnegie Institution of Washington. Foi eleito para a Academia Nacional de Ciências dos Estados Unidos em 1940.